# 自立早報
自立早報（じりつそうほう）は台湾に於いて1988年1月21日に創刊された日刊紙。台湾でのメディア規制撤廃後最初に創刊された日刊総合紙である。
自立早報の発行機関は自立報系であり、戒厳令解除初期には台湾内で相当の影響力を有した。しかし発行地点が台北でなかった事に加え、1990年代の新聞業界の過当競争の影響を受け経済的な困難に直面したが、夕刊紙自立晩報の売り上げにより辛うじて命脈を保っていた。
1994年、台北市議員の陳政忠が率いる宏福グループが自立報系に経営参加すると停刊への動きが強まり、1999年1月21日に停刊した。

## 参考
- 自立晩報